# Refuge Adolf-Pichler
Le refuge Adolf-Pichler est un refuge de montagne des Alpes de Stubai, appartenant à l'Akademischen Alpenklubs Innsbruck.

## Géographie
Le refuge se situe à l'ouest du chaînon du Kalkkögel.

## Histoire
Le refuge est construit en 1903 et 1904. Il est nommé en hommage à Adolf Pichler, écrivain et naturaliste.

## Accès
Depuis le parking du Kemater Alm, il y a une heure de marche ; trois heures depuis Grinzens.

## Sites proches
Refuges
- Refuge de Starkenburg par le Seejöchl, 2 heures
- Refuge de Potsdam, 3 heures et demie
- Refuge Franz-Senn par le Sendersjöchl, 6 heures
- Schlickeralm, 2 heures et demie

Sommets
- Sonntagsköpfl (2 096 m)
- Kleine Ochsenwand (2 553 m)
- Hoadl (2 340 m)
- Steingrubenkogel (2 633 m)
- Hochtennspitze (2 549 m)
- Gamskogel (2 659 m)
- Ampferstein (2 556 m)
- Marchreisenspitze (2 620 m)
- Malgrubenspitze (2 571 m)
- Große Ochsenwand (2 700 m)
- Schlicker Seespitze (2 804 m)
- Riepenwand (2 770 m)